# Renascimento gaélico
No que se refere ao nacionalismo irlandês, existe uma tentativa de se desvincilhar do Império Britânico, através de um Renascimento gaélico, termo não-oficial e teórico. De acordo com Voltaire Schilling, 
"Hoje ¾ do território da ilha retornaram ao controle dos irlandeses livres que se apressam em recuperar o tempo perdido. Muitos falam de um Renascimento Gaélico, com o recuperação do seu antigo patrimônio cultural devastado pela opressão e pelas perseguições. Como tantas outras minorias européias esmagadas pelas forças dos impérios, buscam restabelecer a integridade cultural do seu passado, anunciando para o século vindouro, para o século 21, uma nova primavera dos povos."